# Apodemus pallipes
Apodemus pallipes là một loài động vật có vú trong họ Chuột, bộ Gặm nhấm. Loài này được Barrett-Hamilton mô tả năm 1900.